# شون هاتوسي
شون هاتوسي (بالإنجليزية: Shawn Hatosy)‏ هو ممثل أمريكي ولد في 29 ديسمبر 1975.

## روابط خارجية
- شون هاتوسي على موقع IMDb (الإنجليزية)
- شون هاتوسي على موقع ألو سيني (الفرنسية)
- شون هاتوسي على موقع ميوزك برينز (الإنجليزية)
- شون هاتوسي على موقع تيرنر كلاسيك موفيز (الإنجليزية)
- شون هاتوسي على موقع أول موفي (الإنجليزية)
- شون هاتوسي على موقع قاعدة بيانات الأفلام السويدية (السويدية)
- شون هاتوسي على موقع إن إن دي بي (الإنجليزية)
- شون هاتوسي على موقع قاعدة بيانات الفيلم (الإنجليزية)
- شون هاتوسي على موقع كينوبويسك (الروسية)